# Traser (kinematografia)
Traser – w przemyśle filmowym, pracownik studia animacji, który flamastrem poprawia ołówkowe linie po grafikach na rysunkach będących kolejnymi kadrami ujęć. Dba on o to, by grubość kreski w tym samym miejscu była jednakowa na kolejnych kadrach.